# Muttersprachenförderung
Die Muttersprachenförderung beinhaltet Bildungsmaßnahmen für Kinder mit Migrationshintergrund oder aus sprachlichen Minderheiten, die neben ihrer Muttersprache spätestens nach dem Schuleintritt die Landessprache erlernen müssen. Diese Fördermaßnahme besitzt Auswirkungen auf den Erwerb der Zweitsprache und somit auch auf den Schulerfolg. Eine unter vielen Maßnahmen ist der muttersprachliche Unterricht.

## Wissenschaftliche Grundlagen

### Erlernen der Muttersprache
Das Erlernen der Muttersprache beginnt nach der Geburt. Zunächst kommt es zum Spracherwerb der Erstsprache beim Kind. Wichtig ist dabei, dass jemand mit ihm spricht und es Menschen beim Sprechen hören kann. Andernfalls kommt es zu einer Störung des natürlichen Spracherwerbs. Bis zum Beginn der Schule sollte der Erwerb der Kerngrammatik abgeschlossen sein. Allerdings haben Kinder, wenn sie in die Schule eintreten, nur einen verhältnismäßig begrenzten Wortschatz. Grammatik und die Schriftsprache werden erst im schulischen Rahmen vollständig bzw. überhaupt erst erlernt. Somit ist es wichtig, den Spracherwerb der Muttersprache ab dem Schuleintritt fortzusetzen. Außerdem kommt es durch das Erlernen der Muttersprache in der Schule auch zur Entwicklung kognitiver Fähigkeiten, die es dem Menschen ermöglichen, sicher mit abstrakten Begriffen umgehen zu können, ohne die eine komplexere Anwendung der Sprache nicht möglich ist.

### Die Rolle der Muttersprache beim Erlernen einer Zweitsprache
Wann die Zweitsprache erlernt wird, unterscheidet sich von Fall zu Fall. Traditionell wird in der Schule erst nach vier Jahren mit einer Zweitsprache begonnen. Dagegen erlernen viele Kinder mit Migrations- oder Minderheitenhintergrund die Zweitsprache bereits in einer Kindertagesstätte, der Vor- oder der Primarschule. Dabei stellte sich die Zweitsprache bei der Einschulung oft zunächst als Fremdsprache dar. Zudem können einige Kinder zu Hause nur einen Dialekt sprechen – für sie ergibt sich eine zusätzliche Erschwernis. Werden nun Migrantenkinder eingeschult und nur in der für sie fremden Sprache unterrichtet, kommt es zu einem Bruch. Die Muttersprache wird nicht gefördert und somit auch nicht weiterentwickelt und die Zweitsprache muss erst erlernt werden, während andere Kinder eine Alphabetisierung in ihrer Muttersprache erfahren. Dadurch kommt es nicht in ausreichender Weise zum Erwerb kognitiv-akademischer Sprachfähigkeit, was häufig in weiterer Folge zu einem Semilingualismus führt. Semilingualismus („Halbsprachigkeit“) bedeutet, dass weder in der Erst- noch in der Zweitsprache altersadäquate Kompetenzen erreicht werden können. Zwar wird die Zweitsprache in der Schule erlernt, doch später, wenn es darum geht kognitiv-akademische Sprachfähigkeiten einzusetzen, ist die ausgebliebene Förderung der Muttersprache und somit die fehlenden kognitiv-akademischen Fähigkeiten zu bemerken.

### Folgerungen und Probleme
Daraus folgt, dass die Förderung in der Muttersprache nach dem Schuleintritt positive Auswirkungen auf den Erwerb der Zweitsprache und somit auch auf den Schulerfolg hat. Allerdings wird oft hauptsächlich darauf Wert gelegt, dass Migrantenkinder möglichst schnell und gut Deutsch lernen, ohne dass deren Bilingualität als etwas Positives und als Chance begriffen wird, obwohl „die Fähigkeit zur sprachlichen Analyse und die Qualität und Quantität von Spracherwerbsstrategien […] bei bilingualen Kindern höher [ist] als bei monolingualen.“ Dies stellt im Schulalltag häufig ein Problem dar.
Das Fach Deutsch als Fremdsprache entwickelte sich seit Ende der 1960er-Jahr. Wissenschaftliche Erkenntnisse gab es zunächst aus der Fremdsprachenlehr- und -lernforschung nur für Erwachsene.

## Modelle muttersprachlichen Unterrichts
Es werden folgende mögliche Wege bzw. Ziele formuliert:
- Vorbereitung auf Remigration – Ziel ist es die Bindung der Schüler zum Herkunftsland der Eltern zu festigen. Es wird angenommen, dass die Kinder wieder ins Herkunftsland der Eltern zurückkehren werden und sie werden deshalb auf die Rückkehr und die Integration ins Schulsystem des Herkunftslandes vorbereitet.
- Übergang zur Assimilation – Ziel ist es, den Schülern den Übergang von ihrer Erstsprache zur Landessprache des Aufnahmelandes zu erleichtern und zu beschleunigen.
- Förderung der Zweisprachigkeit – Ziel ist die bikulturelle Integration im Aufnahmeland und auch die Bereicherung der im Aufnahmeland verbreiteten Sprache.
- Schutz von Minderheitensprachen – Ziel ist die Bewahrung der Muttersprache der Schüler und die Integration in die Sprachminderheit im Aufnahmeland.

Eine praktische Lösung für den Unterricht ergibt sich daraus jedoch nicht.

### Unterrichtsformen
Muttersprachlicher Unterricht erfolgt auf verschiedene Arten.
- parallel zum Regelunterricht in einem separaten Raum
- integrativ während des Regelunterrichts. Diese Unterrichtsform wird in Form von Lehrgruppenunterricht (team teaching) abgehalten. Das bedeutet, dass der Klassenlehrer den Unterricht mit dem Muttersprachenlehrer gemeinsam gestaltet.
- in Kursform als zusätzlichen Unterricht am Nachmittag abzuhalten.

Von Lehrern in Wien wird die Unterrichtsform des „Team-Teaching“ favorisiert. In einigen Schulen findet Muttersprachenunterricht meist in Kursform am Nachmittag statt, was jedoch den Kontakt und die Kooperation mit dem Klassenlehrer erschwert.

#### Einsprachiger Unterricht in der Muttersprache der Migrantenkinder
Dieses Modell wird kritisiert, denn es führt zu einer Segregation und wird somit nicht als Möglichkeit im Sinne der Integration angesehen. Diese Variante bietet sich aus diesem Grund lediglich bei einer bevorstehenden Heimkehr ins Herkunftsland an.

#### Einsprachiger Unterricht in der Zweitsprache
In dieser Unterrichtsform finden die Muttersprachen der Schüler mit Migrationshintergrund kaum Berücksichtigung. Da viele Migrantenkinder oft noch keine oder erst geringe Kenntnisse in der Landessprache haben, kommt es durch ausschließlichen Unterricht in der Zweitsprache in einigen Fächern oft zur Überforderung der Schüler. Diese Variante wird oft als „Assimilationsprogramm“ bezeichnet.

#### Anfänglicher Unterricht in der Muttersprache
Diese Möglichkeit, auch als „Übergangsmodell“ bezeichnet, geht auf Migrantenkinder in ihrer speziellen sprachlichen Situation ein. Die Muttersprache wird eher als Mittel zum Zweck verwendet, da es in erster Linie darum geht die Zweitsprache so gut wie möglich zu erlernen und die kognitive Entwicklung zu fördern, um bald dem Regelunterricht in allen Fächern ohne sprachliche Probleme folgen zu können. Es handelt sich hierbei also um ein kompensatorisches Programm, da hier das Ziel ist, Nachteile aufgrund einer anderen Muttersprache als Deutsch zu kompensieren.
Allerdings sehen einige Autoren die Chancengleichheit auf diese Weise als nicht realisiert an.

#### Ausgewogener zweisprachiger Unterricht
In dieser Variante werden beide Sprachen für den Unterricht in allen Fächern verwendet. In den ersten Schuljahren wird fast ausschließlich die Muttersprache der Schüler als Unterrichtssprache verwendet und der Übergang zur Zweitsprache als Unterrichtssprache wird lange hinausgeschoben. Somit findet die Alphabetisierung auch in der Muttersprache statt. Ziel ist es, eine ausgewogene Zweisprachigkeit bei den Schülern zu erreichen. Voraussetzung für diese Variante ist, dass die Klassen sprachlich homogen sind, also alle Schüler die gleiche Muttersprache haben. Dies wiederum führt zu einer Segregation der Schüler von Kindern und Jugendlichen mit einer anderen Muttersprache.

## Muttersprachenförderung in Österreich

### Situation
Die heutige Regelung von Muttersprachenförderung und „Deutsch als Zweitsprache“-Unterricht basiert auf der Novellisierung der Lehrpläne aus dem Jahr 1992. Sie legte auch Interkulturelles Lernen als Unterrichtsprinzip fest.

#### „Deutsch als Zweitsprache“ (DaZ)
Dieses Unterrichtsfach dient der Förderung der Deutschkenntnisse von Schülern mit nichtdeutscher Muttersprache, die bis zu sechs Jahre lang eine österreichische Schule besucht haben. Ziel ist das möglichst schnelle Erlernen der deutschen Sprache, um rasch dem Regelunterricht folgen zu können. Unterstützt wird der Unterricht durch außerschulische Angebote wie Nachhilfeunterricht, Sommerkurse und vorschulische Vorlaufgruppen. Der Unterricht ist nicht nach Schulstufen, sondern nach Sprachkompetenz gegliedert und kann parallel, integrativ oder in Kursform erfolgen.
- In Pflichtschulen (Volksschulen, Sonderschulen, Haupt- und Mittelschulen und Polytechnische Schulen) sind insgesamt bis zu zwölf Wochenstunden an Unterricht vorgesehen.
- In AHS findet Unterricht in „Deutsch als Zweitsprache“ nur als Freigegenstand oder unverbindliche Übung statt. Außerdem können dafür keine zusätzlichen Lehrer eingestellt werden, sondern es müssen vorhandene Lehrer eingesetzt werden, was die Möglichkeiten für den DaZ-Unterricht einschränkt.

Eine Kooperation zwischen den Lehrern des DaZ-Unterrichts und den Lehrern für den Muttersprachenunterricht ist zwar möglich, jedoch nicht im Lehrplan festgeschrieben. Es hängt vom Engagement der beteiligten Lehrer ab, ihren Schülern die bestmögliche Förderung zuteilwerden zu lassen.

#### Muttersprachlicher Unterricht
Muttersprachlicher Unterricht, also Unterricht zur Sprachförderung in der Muttersprache, steht allen Schülern mit nichtdeutscher Muttersprache oder zweisprachigen Schülern ungeachtet ihrer Staatsbürgerschaft offen. Hier ist die Anzahl der Schulbesuchsjahre nicht relevant.
Laut Gesetz sind die Entfaltung, Entwicklung und Festigung der Bilingualität, die Persönlichkeits- und Identitätsbildung die vorrangigen Ziele der Muttersprachenförderung.

##### Organisation
- In den Volksschulen wird muttersprachlicher Unterricht als unverbindliche Übung (also ohne Benotung) im Ausmaß von zwei bis sechs Wochenstunden angeboten.
- In Hauptschulen ist das Stundenausmaß gleich wie in den Volksschulen, jedoch handelt es sich hierbei um einen Freigegenstand, der auch benotet wird.
- In polytechnischen Schulen wird Muttersprachenunterricht ebenfalls als Freigegenstand oder auch als unverbindliche Übung angeboten.
- In AHS-Unterstufen  wird muttersprachlicher Unterricht ebenfalls als Freigegenstand oder unverbindliche Übung im Ausmaß von acht bis zwölf Stunden im Lauf von vier Jahren angeboten. (Das bedeutet etwa zwei bis fünf Wochenstunden pro Jahr.)
- In AHS-Oberstufen und BMS bzw. BHS (Berufsbildende Mittlere bzw. Höhere Schulen) gibt es keinen Lehrplan für muttersprachlichen Unterricht. Es kann lediglich schulautonom die Möglichkeit eines solchen Unterrichts angeboten werden.[12]

##### Unterrichtsmaterialien
Im Rahmen der Limitverordnung stehen, zusätzlich zu den anderen Schulbüchern, für den Unterricht „Deutsch als Zweitsprache“ und den Muttersprachenunterricht pro Schuljahr, Schüler und Fach je 14,67 € für Lehrbücher zur Verfügung. Zweisprachige Wörterbücher können pro Schüler einmal bezogen werden und werden von einem extra Budget bezahlt. Vom Ministerium für Unterricht, Kunst und Kultur kann eine Liste empfohlener Unterrichtsmaterialien bezogen werden.

##### Muttersprachenlehrer  und Probleme
Lehrer für muttersprachlichen Unterricht müssen im Herkunftsland oder in Österreich ein Lehramtsstudium abgeschlossen haben. Sie werden von den österreichischen Schulbehörden angestellt und bezahlt. Die Bezahlung richtet sich danach, ob die Ausbildung in Österreich anerkannt wird, was häufig nicht der Fall ist, oder die Lehrer nur „zum Unterricht zugelassen“ werden. Diese Situation wird von den Lehrern oft als diskriminierend erlebt, da sie meist schon viel Praxiserfahrung haben, wenn sie anfangen in Österreich als Muttersprachenlehrer zu arbeiten. Außerdem bekommen sie meist nur Verträge für ein Jahr, da das Zustandekommen des Unterrichts im nächsten Jahr nicht garantiert werden kann, wodurch keine langfristige Zukunftsplanung möglich ist. Muttersprachenlehrer sind auch oft nicht in den Lehrkörper integriert, da ihr Unterricht vielerorts in Kursform am Nachmittag stattfindet und sie in manchen Bundesländern Schüler von bis zu sechs Schulen betreuen müssen. Aus diesen Gründen fühlen sich viele Muttersprachenlehrer gegenüber ihren österreichischen Kollegen diskriminiert und wünschen sich eine Verbesserung der Situation.

##### Kritik
Von Seiten der Bildungspolitiker wird zwar gefordert, dass die „Alphabetisierung“ von Schülern nichtdeutscher Muttersprache zuerst in deren Muttersprache erfolgen soll, doch ist dies beispielsweise in zwei Wochenstunden kaum möglich. Somit ist hier eine Diskrepanz zwischen den angegebenen Zielen und den tatsächlichen Möglichkeiten zu erkennen. Muttersprachlicher Unterricht in Österreich wird nur als „Freigegenstand“ oder „unverbindliche Übung“ geführt. Der Nachteil dieser Klassifizierung des Unterrichts ist, dass eine hohe Anzahl von 12–15 Schülern benötigt wird, damit ein Kurs zustande kommen kann. Des Weiteren kann auf diese Weise kein über mehrere Jahre kontinuierlich andauernder Muttersprachenunterricht gewährleistet werden. Zwar ist es für Schüler möglich, beim Nichtzustandekommen eines muttersprachlichen Unterrichts in der eigenen Schule, den Kurs einer anderen Schule zu besuchen, doch ist dies in der Praxis oft problematisch oder, z. B. aufgrund einer zu großen räumlichen Entfernung, unmöglich. Insgesamt ist es bedenklich, dass österreichweit nur 29 % aller Schüler mit einer anderen Erstsprache als Deutsch in der Volksschule einen muttersprachlichen Unterricht besuchen, wobei es sich hierbei noch um diejenige Schulform handelt, in der Muttersprachenförderung am meisten praktiziert wird. Im Bundesländervergleich schneidet Wien mit fast 35 % am besten ab, wogegen Burgenland mit 1,9 % am letzten Platz liegt. Diese Zahlen zeigen, dass im Bereich Muttersprachenförderung viele Ziele noch nicht umgesetzt wurden, um Schülern mit Migrationshintergrund bessere Bildungschancen und damit auch in weiterer Folge Chancen am Arbeitsmarkt zu bieten.

##### In welchen Sprachen findet Muttersprachenunterricht statt?
Laut Bundesministerium für Unterricht, Kunst und Kultur erhielten im Schuljahr 2005/06 die meisten Schüler (österreichweit fast 11.900) nichtdeutscher Muttersprache Türkischunterricht. Dieser Unterricht fand, außer in Kärnten, in allen neun Bundesländern statt, wobei mehr als die Hälfte der Türkisch sprechenden Schüler in Wien unterrichtet wurden.
Die zweitgrößte Gruppe von Schülern muttersprachlichen Unterrichts (österreichweit fast 11 200 Schüler) nahm an BKS-Unterricht teil. Hierbei handelt es sich um den gemeinsamen Unterricht der Sprachen Bosnisch, Kroatisch und Serbisch. BKS ist auch der einzige Unterricht, der in allen Bundesländern stattfand. Albanisch-Unterricht erhielten 2005/06 österreichweit etwas mehr als 1.300 Schüler, womit es sich hier um die drittgrößte Gruppe handelt. Des Weiteren wurde (in absteigender Reihenfolge) Polnisch, Arabisch, Persisch, Russisch, Rumänisch, Chinesisch, Ungarisch, Romanes, Tschetschenisch, Bulgarisch, Spanisch, Slowakisch und Italienisch unterrichtet. Allerdings fand der Unterricht in vielen dieser Sprachen nur in einem bis maximal vier Bundesländern statt.

## Muttersprachenförderung in Deutschland

### Herkunftssprachlicher Unterricht in Nordrhein-Westfalen
Die allgemeinbildenden Schulen des Landes Nordrhein-Westfalen bieten für Kinder mit Zuwanderungsgeschichte Unterricht in den am meisten gesprochenen Herkunftssprachen an. Dazu zählen: Albanisch, Arabisch, Bosnisch, Griechisch, Italienisch, Kroatisch, Kurdisch, Mazedonisch, Niederländisch, Polnisch, Portugiesisch, Russisch, Serbisch, Slowenisch, Spanisch und Türkisch.
Der Unterricht umfasst bis zu 5 Wochenstunden. Voraussetzung ist eine Gruppenstärke von mindestens 15 Kindern in der Primarstufe und 18 Kindern in der Sekundarstufe I. Meistens findet der Unterricht am Nachmittag statt und die Lerngruppen umfassen Kinder mehrerer Schulen, um eine ausreichende Gruppenstärke zu erhalten. In der gymnasialen Oberstufe kann der Unterricht bis zum Abitur fortgeführt werden.